# Grande Finlândia

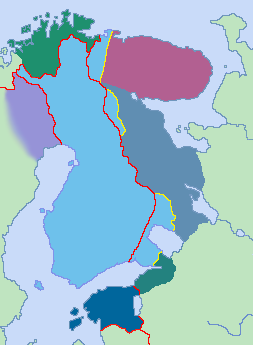
Fronteiras da Finlândia atuais estão marcadas em azul claro. A Grande Finlândia inclui algumas as áreas que anteriormente eram finlandesas, incluindo a Carélia Oriental (azul cinza), Estónia e Íngria (em azul escuro), a região de Finnmark (em verde), e parte do Vale de Torne (roxa). O plano inclui a fronteira da Finlândia após o Tratado de Tartu, em 1920 e do Tratado de Paris (1947).

A Grande Finlândia (do finlandês: Suur-Suomi), foi uma ideologia surgida durante o período entre-guerras por alguns movimentos irredentistas enfatizando o pan-finlandismo, que expressa uma versão finlandesa do nacionalismo na Europa antes da Segunda Guerra Mundial. A ideia era a de criar um hipotético Estado que incluísse tanto os territórios que atualmente compõem a Finlândia como os habitados por povos etnicamente relacionados com o povo finlandês: fineses, carélios, estónios, íngrios e kvens. A ideia da Grande Finlândia obteve grande popularidade e influência em torno de 1917, coincidindo com a independência da Finlândia, e foi declinando e perdendo a sua importância e apoio após a Segunda Guerra Mundial e da Guerra da Continuação. 
A versão mais ampla do conceito de "Grande Finlândia" seria delimitada pelos chamados "limites naturais" que incluísse os territórios habitados pelos finlandeses e carélios, atingindo a partir do Mar Branco ao Lago Onega, e ao longo do rio Svir e do rio Neva (ou, mais modestamente, o rio Sestra), através do Golfo da Finlândia. Alguns defensores dessa ideia também incluem Íngria, a Estónia, a região de Finnmark e o Vale de Torne. 
A partir do pensamento mais utópico e irredentista a ideia mais extensa da Grande Finlândia também inclui a área entre os territórios de todo o Golfo de Bótnia aos Urais e além de determinadas zonas da Sibéria ocidental, onde ainda sobrevivem alguns habitantes de línguas urálicas.

## História

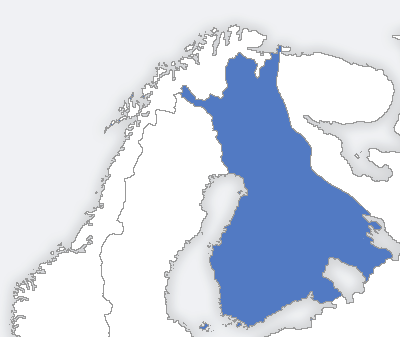
O maior avanço da Finlândia na Guerra da Continuação.

Na Finlândia, o interesse pela paisagem e a cultura da Carélia foi expressa primeiramente por um fenômeno cultural próprio do século XIX, conhecida como "Carelianismo". Mais tarde, algumas das ideias relacionadas com este movimento seriam usadas pelos promotores da Grande Finlândia. 